# Dej Loaf
Dej Loaf,stylisé en DeJ Loaf, de son vrai nom Deja Trimble, née le 8 avril 1991 à Détroit, dans le Michigan, est une rappeuse américaine. Elle lance sa carrière musicale en 2011, et publie sa première mixtape Just Do It en 2012. En octobre 2014, elle publie sa deuxième mixtape, Sell Sole.
DeJ Loaf se popularise significativement en 2014 avec son single Try Me, diffusée sur Internet et qui atteint la 45e place du Billboard Hot 100. La chanson est certifiée disque d'or le 3 avril 2015 aux États-Unis. Elle est élue dans les 2015 Freshman Class du magazine XXL.

## Biographie
Deja Trimble est née le 8 avril 1991 à Détroit, dans le Michigan, et est élevée dans la partie est de la ville. En grandissant, elle écoutait souvent de la musique avec ses parents, « alternant entre 2Pac et Rakim, en passant par Miles Davis. » Son père est tué alors qu'elle n'est âgée que de quatre ans. Elle se décrit comme une bonne enfant et une élève moyenne, mais aussi comme quelqu'un d'assez réservé qui gardait tout pour elle. Elle écrit jeune ses propres musiques à l'âge neuf ans. Elle est diplômée du Southeastern High School de Détroit en 2009, elle joue au basketball jusqu'au niveau universitaire junior et elle poursuit ensuite ses études à l'Université Saginaw Valley State, dans le Michigan où elle a étudié les soins infirmiers pendant trois semestres avant de décider de se consacrer entièrement à sa carrière musicale.

## Carrière
Dej Loaf lance sa carrière dans le hip-hop en 2011 ; son nom de scène est une version raccourcie de son prénom, « Deja » et de Loafer - qui signifie « basket » en jargon - du fait de son intérêt pour les Air Jordans en grandissant. Elle publie sa première mixtape, Just Do It, en 2013, qui attire l'attention du rapper SAYITAINTNONE. Dej Loaf intègre son label IBGM (I Been Gettin' Money) et son équipe de management.
Sa chanson Try Me, publiée en juillet 2014, connait une grande popularité grâce à la contribution du rappeur canadien Drake dans l'un de ses posts sur Instagram.
En octobre 2014, elle signe au label Columbia Records, puis publie peu de temps après une seconde mixtape, Sell Sole. Dej Loaf apparaît sur la compilation Shady XV du rappeur Eminem. Elle fait aussi l'ouverture d'un concert de Nicki Minaj durant sa tournée The Pinkprint Tour.

## Discographie

### EPs
- 2015 : #AndSeeThatsTheThing
- 2016 : Forever True
- 2018 :

'Go DeJ Go' Vol.1

### Mixtapes
- 2012 : Just Do It
- 2014 : Sell Sole
- 2016 : All Jokes Aside
- 2017 : Fuck a Friend Zone
- 2020 : Sell Sole II

### Singles
- 2014 : Try Me
- 2014 : Blood (feat. Young Thug & Birdman)
- 2015 : We Be On It
- 2015 : Me U & Hennessey (feat. Lil' Wayne)
- 2015 : Back Up (feat. Big Sean)
- 2014 : Like a Hoe

### Singles collaboratifs
- 2014 : Detroit vs. Everybody (Eminem feat. Royce da 5'9", Big Sean, Danny Brown, DeJ Loaf & Trick Trick)
- 2015 : Be Real (Kid Ink feat. DeJ Loaf)
- 2015 : Ryda (The Game feat. DeJ Loaf)
- 2015 : My Beyoncé (Lil Durk feat. DeJ Loaf)